# Soriano (departement)

Departementets läge i Uruguay.

Departementets flagga.

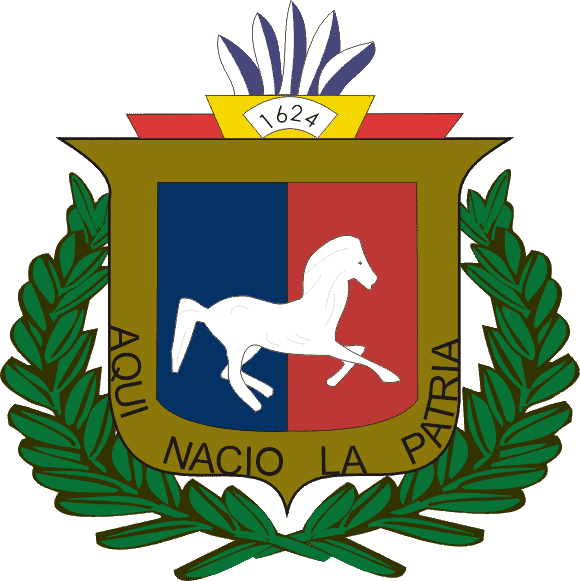
Departementets emblem.

Departementet Soriano (Departamento de Soriano) är ett av Uruguays 19 departement.

## Geografi
Soriano har en yta på cirka 9 008 km² med cirka 84 500 invånare. Befolkningstätheten är 9 invånare/km². Departementet ligger i Región Suroeste (Sydvästra regionen).
Huvudorten är Mercedes med cirka 42 000 invånare.

## Förvaltning
Departementet förvaltas av en Intendencia Municipal (stadsförvaltning) som leds av en Intendente (intendent), ISO 3166-2-koden är "UY-SO".
Departementet är underdelad i municipios (kommuner).
Soriano inrättades den 27 augusti 1828 som 1 av de ursprungliga 9 departementen.